# Jasa
Jasa (aragonesisch Chasa) ist eine nordspanische Gemeinde (municipio) in den Pyrenäen in der Provinz Huesca der Autonomen Gemeinschaft Aragonien. Jasa gehört zur Comarca Jacetania. Der Ort auf 944 Meter Höhe hatte im Jahre 2024 94 Einwohner.  

## Sehenswürdigkeiten
- Pfarrkirche Nuestra Señora de la Asunción, erbaut im 16. Jahrhundert
- ethnologisches Museum in der Ermita de San Pedro